# Gare de Touët-de-L’Escarène
Gare de Touët-de-L'Escarène vasútállomás Franciaországban, L’Escarène településen.

## Vasútvonalak
Az állomást az alábbi vasútvonalak érintik:
- Nizza-Breglio-vasútvonal

## Kapcsolódó állomások
A vasútállomáshoz az alábbi állomások vannak a legközelebb:
- Gare de L’Escarène
- Gare de Sospel